# دشمنان (فیلم)
دشمنان فیلمی به کارگردانی علی درخشنده، نویسندگی بردیا یادگاری و تهیه‌کنندگی مجید برزگر محصول سال ۱۳۹۸ است.
این فیلم در بخش نگاه نو سی و هشتمین دوره جشنواره فیلم فجر حضور دارد.

## خلاصه داستان
زهره در فیلم دشمنان زنی پا به سن گذاشته‌است که با مادر پیر و فرتوت خود در آپارتمانی واقع در شهرک اکباتان زندگی می‌کند. همسر زهره او را ترک گفته و راهی دیار شمال شده و پسر زهره با نام شهاب نیز چند روزی است که گم شده و یگانه دختر زهره با نام شیوا پیش مادر و مادربزرگش زندگی می‌کند. شیوا چند روزی است که دنبال شهاب می‌گردد و برای پیدا کردن برادرش دست به دامن هرکسی می‌شود. از آنسو با ارسال نامه‌های تهدید آمیزی به درب منزل زهره و دیگر ساکنین بلوک، اوضاع ناجور می‌شود. هیچ‌کس نمی‌داند این نامه‌ها از طرف چه کسی نوشته می‌شود اما محتوای آنها طوری است که می‌خواهد زندگی زهره را در پیش دیگران خدشه‌دار کند و او را گناهکار نشان دهد.